# Laeonereis pandoensis
Laeonereis pandoensis är en ringmaskart som först beskrevs av Monro 1937.  Laeonereis pandoensis ingår i släktet Laeonereis och familjen Nereididae. Inga underarter finns listade i Catalogue of Life.